# لیویت هانت
لیویت هانت (انگلیسی: Leavitt Hunt؛ ۲۲ فوریه ۱۸۳۰ – february 16, ۱۹۰۷ (۷۵−۷۶ سال)) وکیلی تحصیل‌کرده در دانشگاه هاروارد و از پیشگامان عکاسی بود و از اولین کسانی بود که از خاورمیانه عکاسی کرد. او و همراهش، ناتان فلینت بیکر، در یک گرند تور در سال‌های ۱۸۵۱-۱۸۵۲ به مصر، سرزمین مقدس، لبنان، ترکیه و یونان سفر کردند و یکی از اولین آثار عکاسی از جهان عرب و باستان را ثبت کردند، از جمله مجسمه ابوالهول بزرگ جیزه و هرم بزرگ جیزه، مناظری در امتداد رود نیل، ویرانه‌های پترا و پارتنون در یونان.

## زندگی‌نامه
او کوچکترین پسر ژنرال جاناتان هانت از ورمونت و برادر ریچارد موریس هانت معمار و ویلیام موریس هانت نقاش است. لیویت هانت در براتلبورو، ورمونت متولد شد.
لیویت هانت در مدرسه لاتین بوستون تحصیل کرد و متعاقباً در یک مدرسه شبانه‌روزی سوئیسی ثبت نام کرد و سرانجام مدرک حقوق خود را از دانشگاه هایدلبرگ دریافت کرد. سپس در آکادمی نظامی سوئیس در تون ثبت نام کرد. هانت به زبان‌های فرانسوی، آلمانی، ایتالیایی، لاتین، یونانی و عبری مسلط بود و می‌توانست به هر دو زبان فارسی و سانسکریت بنویسد.
همراه هانت در سفر خاورمیانه‌اش، یک مجسمه‌ساز ثروتمند اهل اوهایو و دوست خانواده هانت بود. ناتان فلینت بیکر که یک دهه در اروپا سفر می‌کرد، قصد خود را برای سفر به خاورمیانه اعلام کرد. هانت تصمیم گرفت به او بپیوندد و در اواخر سپتامبر ۱۸۵۱ در فلورانس ایتالیا با او ملاقات کرد.
هانت و بیکر چندین هفته را در رم به تمرین عکاسی گذراندند و سپس از ناپل به مالت و در نهایت از طریق رودخانه نیل به شبه‌جزیره سینا، به پترا (جایی که آنها جزو اولین کسانی بودند که از خرابه‌ها عکس گرفتند) سفر کردند، سپس به اورشلیم، به جایی که امروز لبنان است، سپس به قسطنطنیه و آتن رفتند و در ماه مه ۱۸۵۲ به پاریس بازگشتند.
عکس‌های هانت و بیکر خیره‌کننده بود، به‌خصوص برای رسانه‌ای کاملاً جدید که بسیاری قبلاً هرگز ندیده بودند. آن‌ها از ابوالهول بزرگ و اهرام جیزه، مجموعه معابد کرنک، معبد رامسیوم در طیبه و مجموعه معابد فیله عکس گرفتند. آن‌ها برای عکاسی از صومعه سنت کاترین در کوه سینا، مقبره‌ها و معابد پترا، کلیسای مقبره مقدس در اورشلیم، ویرانه‌های بعلبک و در نهایت ساختمان‌های آکروپولیس در آتن، سفر دورتر و طولانی را پیمودند.
۶۰ عکس موجود از سفر آنها نشان می‌دهد که هانت و بیکر به این رسانه جدید علاقه‌مند و با تکنیک‌های آن آشنا بودند. این یک همکاری واقعی بود: هر دو مرد نقاط قوت خود را به این فرآیند آوردند و تصاویری که باقی مانده‌، نشان‌دهنده تیزبینی زیبایی‌شناختی و همچنین تمایل روزنامه‌نگارانه آنها برای نشان دادن محیطی است که در آن کار می‌کردند. یک تصویر از یک رقصنده زن غوازی بدون حجاب، که توسط خود هانت روی نگاتیو امضا شده است، احتمالاً قدیمی‌ترین پرتره عکاسی از یک زن خاورمیانه‌ای است. تصویر دیگری از نمای کمتر جذاب از پشت پارتنون، دو مرد را نشان می‌دهد که از ابراز برداشت خود از یک بنای تاریخی مورد احترام، هراسی ندارند.
این سفر یک چالش لجستیکی بود. برادر بزرگتر لیویت هانت، معمار ریچارد موریس هانت، و دو دوست دیگرش در بخشی از سفر این دو مسافر را همراهی می‌کردند. این گروه یک داهاههه و یک خدمه ۱۳ نفره مصری را برای بردن آنها به پایین رودخانه نیل استخدام کردند. معمار هانت، که بعدها به خاطر کاخ‌های عصر طلایی ایالات متحده نیوپورت خود مشهور شد، در امتداد نیل نقاشی و طرح‌هایی کشید در حالی که برادر کوچکترش و بیکر عکس می‌گرفتند. (نتایج بعداً در نمایشگاهی در سال ۱۹۹۹ در واشنگتن دی سی به نمایش گذاشته شد.)
پس از سفر طاقت‌فرسایشان، این دو عکاس که دیگر تازه‌کار نبودند به پاریس بازگشتند و از نگاتیوهای ۱۸ در ۲۴ سانتی‌متری خود که با استفاده از فرآیند کاغذ مومی ساخته شده بودند، چاپ‌هایی تهیه کردند. پس از ظهور نگاتیوها، هر کدام آلبوم شخصی از چاپ‌ها را نگه داشتند. هانت جوان، نگاتیوهای خود را به طبیعت‌شناس و کاوشگر آلمانی، الکساندر فون هومبولت، نشان داد که آنها را به اطلاع پادشاه پروس رساند و هانت رسماً ۱۱ چاپ را به کارل ریچارد لپسیوس، بنیانگذار آلمانی مطالعات مصرشناسی باستان، هدیه داد. بیکر آلبوم خود را به یک فروشنده نیویورکی سپرد تا علاقه خودش را به تجارت عکس‌های چاپ شده نشان دهد.
پس از سفر خارق‌العاده‌شان، این دو مرد مسیرهای متفاوتی را در پیش گرفتند. بیکر برای لذت بردن از زندگی به عنوان یک هنرمند ثروتمند به سینسیناتی، اوهایو بازگشت، در حالی که هانت تحصیلات خود را در مؤسسه نظامی سوئیس به پایان رساند، سپس به آمریکا بازگشت و در آنجا مدرک حقوق دوم خود را از دانشگاه هاروارد گرفت. او تا زمان شروع جنگ داخلی آمریکا، در شهر نیویورک، خانه برادرش ریچارد موریس هانت، به وکالت پرداخت، زمانی که به عنوان ستوان در ستاد ژنرال هاینتزلمن ثبت نام کرد. سرانجام به دلیل شجاعت در نبرد مالورن هیل به سرهنگ دومی ارتقا یافت. هانت متعاقباً به درجه سرهنگ کامل و معاون ژنرال آجودان در ارتش اتحادیه رسید.

## نگارخانه

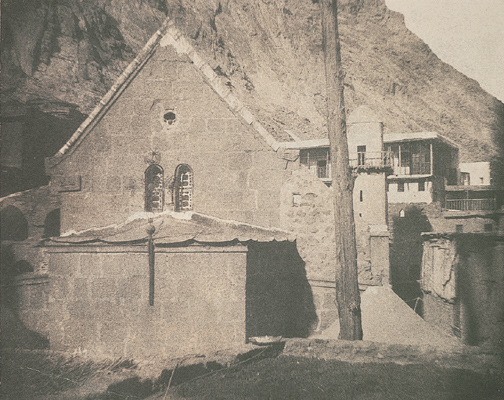
صومعه سنت کاترین در کوه سینا در مصر، عکس گرفته شده توسط لیویت هانت، اولین آمریکایی که از خاورمیانه عکس گرفت، ۱۸۵۲، موزه جرچ ایستمن
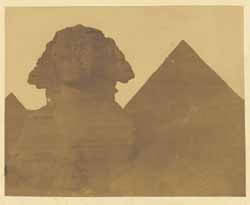
ابوالهول بزرگ و هرم بزرگ جیزه، عکس کالوتایپ اثر لیویت هانت، حدود ۱۸۵۲، کتابخانه کنگره